# گوسفند آبی کوتوله

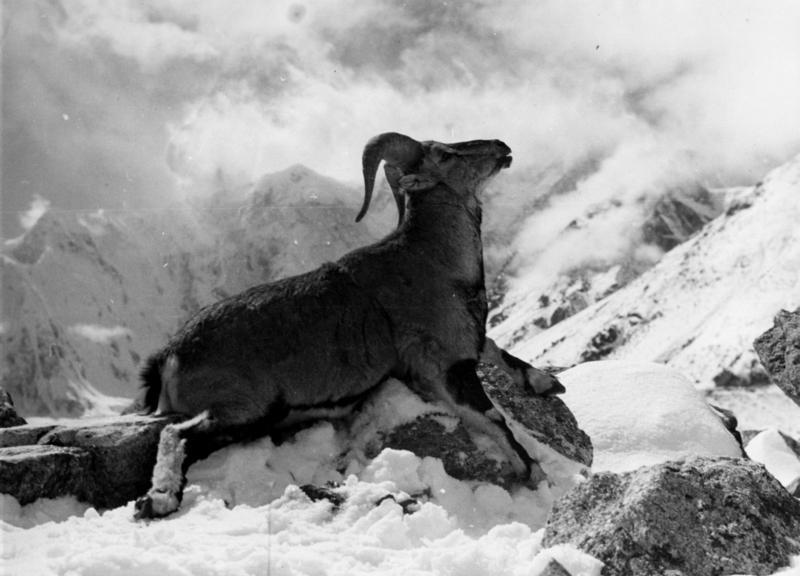
گوسفند آبی کوتوله

گوسفند آبی کوتوله (نام علمی: Pseudois schaeferi) نام یک گونه از زیرخانواده بزسانان است.